# Victor (film, 1951)
Pour les articles homonymes, voir Victor.
Pour plus de détails, voir Fiche technique et Distribution.
Victor est un film français réalisé par Claude Heymann, sorti en 1951.

## Synopsis
Victor sort de prison après une remise de peine pour bonne conduite. Marc, Jacques et lui ont fait la guerre dans la même escadrille et y ont noué ce qui semblait être une amitié solide. Au nom de cette amitié, Victor a en fait accepté d'endosser la responsabilité des malversations de Marc, qui allaient le ruiner et le déshonorer : il s'est fait condamner à la place de Marc.
Alors que Marc, qui s'avère être un affairiste sans scrupules, s'est totalement désintéressé du sort de Victor en prison, Françoise l'a au contraire soutenu, et les lettres qu'ils échangeaient ont fait apparaître entre eux un lien amoureux. Lorsque Françoise vient le chercher à sa sortie de prison, elle lui propose de venir chaque jour le rejoindre, mais il refuse de la partager, voulant attendre qu'elle se soit libérée de son union avec Marc.
Au moment où elle veut le quitter, Marc confirme son cynisme, n'acceptant de la laisser partir qu'avec ce qu'elle a sur le dos. Il sait qu'elle a besoin de la vie de luxe que ses affaires louches leur offrent, et qu'elle renoncera à partir, ou reviendra, vite échaudée par une vie de femme au foyer sans moyens. Victor comprend à cette scène que non seulement Marc a raison, mais aussi que Françoise, bien qu'elle dise le détester, aime toujours son mari, et il renonce à elle.
Entre-temps, son — lointain — patron, Gratien, lui a envoyé une jeune secrétaire, Marianne, pour mettre en forme et taper ses documents, notamment ceux qu'il doit envoyer pour déposer la demande de brevet de l'« accumulateur électrique léger » qu'il a inventé et que Jacques lui promet de vendre. Un an plus tard, Victor et Marianne se sont rapprochés et vivent en couple, mais Marianne a bien compris qu'il aime toujours Françoise et qu’il l'abandonnera tôt ou tard. C'est le moment où Jacques surgit avec une grande nouvelle : il a vendu son brevet à une société américaine pour une petite fortune. Victor est subitement riche, mais ne sait trop que faire de cette fortune.
Alors qu'il fête ce succès avec Marianne, Marc survient à l'improviste : il est rattrapé par un scandale auquel il ne pourra cette fois pas échapper. Il annonce à Victor qu'il va mettre fin à ses jours quelques heures plus tard et lui fait promettre de renouer avec Françoise. Ne pouvant le raisonner, Victor accepte, soit sincèrement, soit pour l'apaiser. Marianne voit ses craintes se réaliser et demande à Gratien de la nommer sur un poste au bout du monde.
Victor retrouve Françoise, mais alors qu'aucun d'eux ne veut le dire ouvertement, il s'avère que leur amour est fané : Françoise admet enfin qu'elle n'a jamais aimé que Marc, et Victor, qu'il a tourné la page et que Marianne est devenue la femme de sa vie. Ils se quittent bons amis. Alors que Marianne est en route pour l'aéroport, il se lance à sa poursuite pour tenter de l'empêcher de partir.

## Fiche technique
- Titre : Victor
- Réalisation : Claude Heymann
- Assistants-réalisateur : Paul Feyder, Roland-Bernard
- Scénario : d'après la pièce éponyme de Henry Bernstein créée en 1950[2]
- Adaptation : Jean Ferry, Claude Heymann
- Dialogues : Henry Bernstein
- Photographie : Lucien Joulin
- Cadreur : Gustave Raulet, assisté de L. Miaille et A. Chenglesy
- Montage : Suzanne de Troeye, assistée de Geneviève Bretoneiche
- Musique : Marc Lanjean - Éditions Musicales Transatlantiques
- Son : Georges Leblond
- Décors : Émile Delfau, assisté de C. Fouché
- Script-girl : Andrée Gauthey
- Photographe de plateau : Walter Limot
- Maquillage : René Bordenave
- Coiffeuse : Trieste Sarnelli
- Robes : Mariette Pognot
- Bijoux réels de Boucheron
- Administrateur : Micheline Chicot
- Régisseur général : Louis Théron
- Régisseur extérieur : Louis Seuret
- Tournage : 29 janvier au 3 mars 1951 aux Studios de Neuilly
- Système sonore : Klangfilm - Laboratoire G.T.C Joinville
- Pellicule : 35 mm - noir et blanc
- Chef de production : Gilbert Cohen-Solal
- Directeur de production : Jean Érard
- Société de production : Maítrise artisanale de l'industrie cinématographique (MAIC), Orsay Films
- Société de distribution : S.R.O
- Genre : Comédie dramatique
- Durée : 90 minutes (1 h 30)
- Date de sortie : 
  - France : 13 juin 1951
- Visa d'exploitation : 11032
- Affiche : Boris Grinsson (France)

## Distribution
- Jean Gabin : Victor Lestrang, camarade de guerre de Marc
- Françoise Christophe : Françoise Pélissier, femme de Marc
- Brigitte Auber : Marianne, la jeune dactylo
- Jacques Morel : Jacques Genoust, un ami de Victor
- Pierre Mondy : un détenu
- Jacques Castelot : Marc Pélissier, l'affairiste
- Gaston Modot : le patron du café
- Jane Morlet : la concierge
- Camille Guérini : Gratien, le patron, ami de Victor
- Jacques Denoël : le garçon de café
- Lyane Morice : Martine, la bonne
- Jean-Paul Moulinot : Le directeur de la banque
- René Hell : le responsable des libérables
- Emile Genevois : le crieur de journaux
- Paquerette : une femme au bistrot
- Robert Moor : le domestique des Pélissier

## Accueil
La pièce d'Henry Bernstein avait eu du succès, avec Bernard Blier dans le rôle principal, et Simone Renant, dans le rôle de la femme de Marc. Pour Geneviève Sellier, la thématique de la pièce rejoint des spectacles, pièces de théâtre ou films, de la même époque :  un homme naïf et sincère se prend de passion pour une femme, elle-même manipulée par un mari cynique, et attachée à ce dernier pour sa richesse. 
L'adaptation cinématographique s'avère délicate du fait du choix de Jean Gabin à l'écran pour le rôle précédemment interprété sur scène par Bernard Blier,, même si le scénario est en partie adapté en fonction de l'acteur principal retenu : des répliques sont réécrites pour s'adapter davantage à cet acteur et une scène un peu « bavarde » est transformée, Jean Gabin jouant plus d'un certain mutisme. Pour autant, selon  Geneviève Sellier, l'accueil des critiques cinématographiques est bien distinct entre ceux qui ont vu précédemment la pièce de théâtre et ceux qui n'ont vu que le film. Pour les premiers, comme Henry Magnan du journal Le Monde ou son collègue du Figaro, l'adaptation est un échec. Pour les autres, comme Jean Néry (pseudo de Michel Verret) écrivant dans le Franc-Tireur, le film est une réussite : « Victor, ce n’était cependant guère un rôle pour Gabin. Eh bien ! Il réussit à lui donner quelque humanité, quelque densité. Sans grands effets, en dégonflant fort proprement la baudruche bernsteinienne. C’est du beau boulot. ». De même pour Roger Boussinot dans sa critique publiée par L'Écran français : « Ce personnage de Victor est interprété par Jean Gabin et il faut bien dire que le film devient un festival Gabin. ».
En salle, le film est un demi-succès (ou un demi-échec) réalisant à l'époque à peine plus d’un million d’entrées, de quoi rentabiliser la production. Mais ce chiffre de spectateurs est à comparer avec plus du double pour deux autres longs métrages sortis en 1950 ou 1951 et interprétés par Jean Gabin : La Marie du port réalisé par Marcel Carné, ou La nuit est mon royaume de Georges Lacombe.

## Autour du film
La voiture de sport conduite par Françoise Christophe au début du film puis par Jacques Castelot à la fin, est une Simca 8 sport.